# Kent County (Michigan)
Kent County ist ein County im Bundesstaat Michigan der Vereinigten Staaten. Der Verwaltungssitz (County Seat) ist Grand Rapids. Das U.S. Census Bureau hat bei der Volkszählung 2020 eine Einwohnerzahl von 657.974 ermittelt.

## Geographie
Das County liegt südwestlich des geographischen Zentrums der Unteren Halbinsel von Michigan, ist im Westen etwa 45 km vom Michigansee, einem der 5 großen Seen, entfernt und hat eine Fläche von 2259 Quadratkilometern, wovon 41 Quadratkilometer Wasserfläche sind. Es grenzt im Uhrzeigersinn an folgende Countys: Montcalm County, Ionia County, Barry County, Allegan County, Ottawa County, Muskegon County und Newaygo County.

## Geschichte
Kent County wurde 1831 aus Teilen des Mackinac County und freiem Territorium gebildet. Benannt wurde es nach James Kent, einem Juristen aus New York.
Ein Ort im County hat den Status einer National Historic Landmark, die Norton Mound Group, eine Fundstätte der Hopewell-Kultur. 49 Bauwerke und Stätten des Countys sind insgesamt im National Register of Historic Places eingetragen (Stand 25. November 2017).

## Demografische Daten

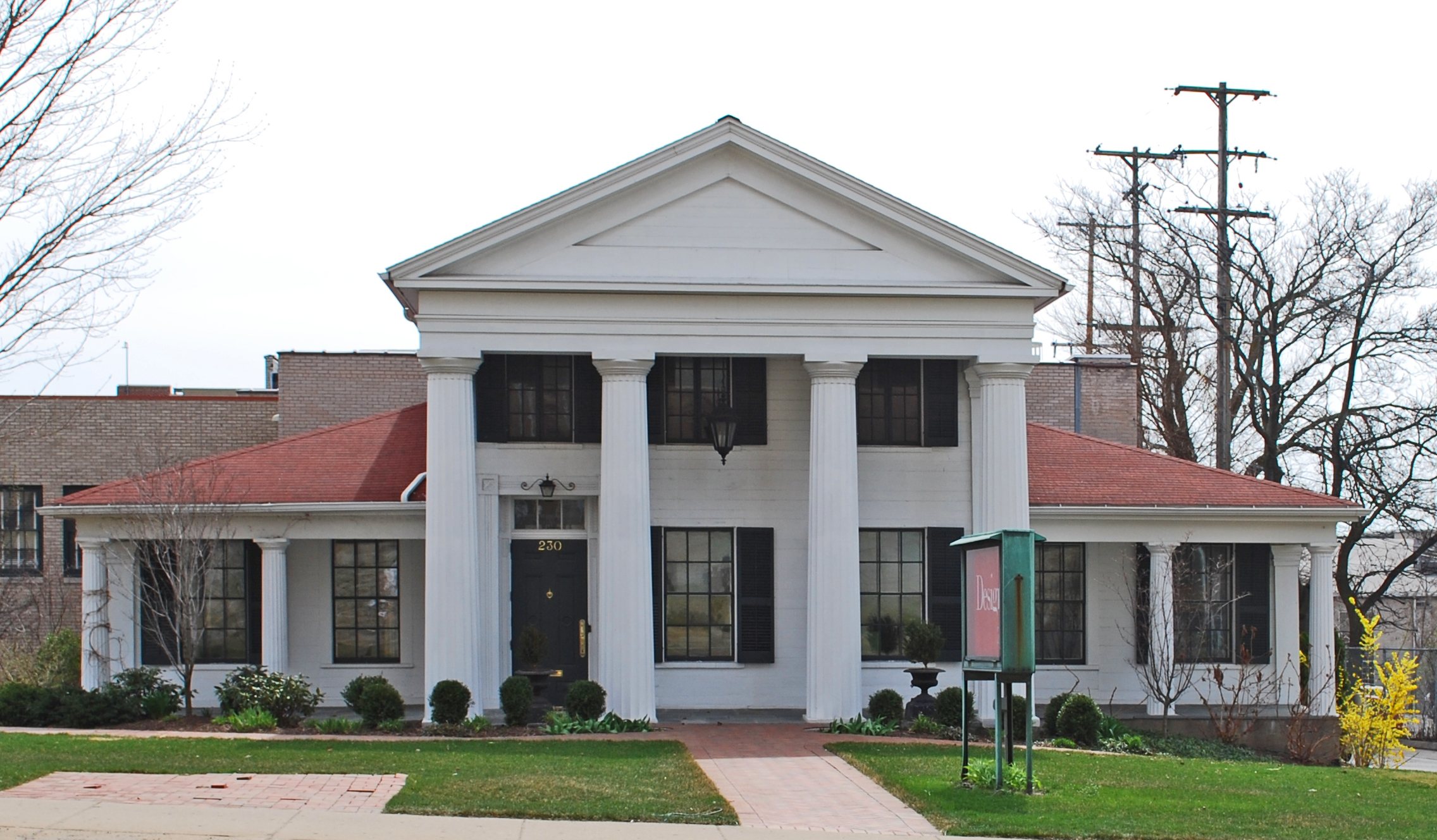
Abram W. Pike House, gelistet im NRHP

Nach der Volkszählung im Jahr 2000 lebten im Kent County 574.335 Menschen in 212.890 Haushalten und 144.126 Familien. Die Bevölkerungsdichte betrug 259 Einwohner pro Quadratkilometer. Ethnisch betrachtet setzte sich die Bevölkerung zusammen aus 83,13 Prozent Weißen, 8,93 Prozent Afroamerikanern, 0,52 Prozent amerikanischen Ureinwohnern, 1,86 Prozent Asiaten, 0,06 Prozent Bewohnern aus dem pazifischen Inselraum und 3,34 Prozent aus anderen ethnischen Gruppen; 2,16 Prozent stammten von zwei oder mehr Ethnien ab. 7,00 Prozent der Bevölkerung waren spanischer oder lateinamerikanischer Abstammung.
Von den 212.890 Haushalten hatten 35,8 Prozent Kinder unter 18 Jahren, die bei ihnen lebten. 52,3 Prozent waren verheiratete, zusammenlebende Paare, 11,6 Prozent waren allein erziehende Mütter und 32,3 Prozent waren keine Familien. 25,6 Prozent waren Singlehaushalte und in 8,0 Prozent lebten Menschen im Alter von 65 Jahren oder darüber. Die Durchschnittshaushaltsgröße betrug 2,64 und die durchschnittliche Familiengröße lag bei 3,20 Personen.
28,3 Prozent der Bevölkerung waren unter 18 Jahre alt. 10,5 Prozent zwischen 18 und 24 Jahre, 31,2 Prozent zwischen 25 und 44 Jahre, 19,7 Prozent zwischen 45 und 64 Jahre und 10,4 Prozent waren 65 Jahre oder älter. Das Durchschnittsalter betrug 32 Jahre. Auf 100 weibliche Personen kamen 96,9 männliche Personen. Auf 100 Frauen im Alter von 18 Jahren und darüber kamen statistisch 93,7 Männer.
Das jährliche Durchschnittseinkommen eines Haushalts betrug 45.980 USD, das Durchschnittseinkommen einer Familie 54.770 USD. Männer hatten ein Durchschnittseinkommen von 39.878 USD, Frauen 27.364 USD. Das Prokopfeinkommen betrug 21.629 USD. 8,9 Prozent der Bevölkerung und 6,3 Prozent der Familien lebten unterhalb der Armutsgrenze.

## Orte im County
- Ada
- Alaska
- Alpine
- Alto
- Ballards Corners
- Belmont
- Bostwick Lake
- Bowne Center
- Byron Center
- Caledonia
- Cannonsburg
- Carlisle
- Cascade
- Casnovia
- Cedar Springs
- Chauncey
- Comstock Park
- Corinth
- Cutlerville
- Dutton
- East Grand Rapids
- East Paris
- Eastmont
- Edgerton
- Englishville
- Evans
- Fallassburg
- Forest Hills
- Fruit Ridge Center
- Grand Rapids
- Grandville
- Grattan
- Harvard
- Holy Corners
- Kent City
- Kentwood
- Kinney
- Labarge
- Lowell
- McCords
- Moseley
- North Byron
- North Dorr
- Northview
- Parnell
- Rockford
- Ross
- Sand Lake
- Segwun
- Sheffield
- Solon Center
- Sparta
- Standale
- Walker
- Whitneyville
- Wilder Center
- Wyoming

Townships
- Ada Township
- Algoma Township
- Alpine Township
- Bowne Township
- Byron Township
- Caledonia Township
- Cannon Township
- Cascade Charter Township
- Courtland Township
- Gaines Township
- Grand Rapids Charter Township
- Grattan Township
- Lowell Charter Township
- Nelson Township
- Oakfield Township
- Plainfield Township
- Silver Creek Township
- South Branch Township
- Southfield Township
- Tyrone Township
- Vergennes Township